# Magdalena Majdak
Magdalena Majdak – polska językoznawczyni i nauczyciel emisji głosu.
Absolwentka Wydziału Polonistyki Uniwersytetu Warszawskiego (1997-2002: studia magisterskie w zakresie filologii polskiej, dyplom z wyróżnieniem), Instytutu Slawistyki Zachodniej i Południowej UW (2001–2006: studia licencjackie i magisterskie, dyplom 2009 – praca magisterska oceniona celująco) oraz Podyplomowego Studium Emisji Głosu UW (2002-2004, dyplom nauczyciela emisji głosu). W 2007 obroniła z wyróżnieniem rozprawę doktorską (Słownik warszawski: koncepcja – realizacja – recepcja) a w 2020 uzyskała habilitację (osiągniecie naukowe: Głos – wyraz, pojęcie, zjawisko). Kierownik Pracowni Języka Polskiego XVII i XVIII wieku Instytutu Języka Polskiego Polskiej Akademii Nauk (zatrudniona na stanowisku profesora IJP PAN) a także kierownik studiów podyplomowych na Uniwersytecie SWPS.
Członkini: Zarządu Towarzystwa Miłośników Języka Polskiego, Koła Miłośników Żywego Słowa w Oddziale Warszawskim TMJP (przewodnicząca w latach 2016–2025), Polskiego Towarzystwa Językoznawczego, Polskiego Towarzystwa Retorycznego, Polskiego Towarzystwa Rehabilitacji Głosu oraz International Society for Historical Lexicography and Lexicology.